# Paracaesio sordida
Paracaesio sordida és una espècie de peix de la família dels lutjànids i de l'ordre dels perciformes.

## Morfologia
- Els mascles poden assolir 48 cm de longitud total.[4][5]

## Alimentació
Menja plàncton.

## Hàbitat
És un peix marí de clima tropical i associat als esculls de corall que viu entre 5-200 m de fondària.

## Distribució geogràfica
Es troba des del Golf d'Aqaba i l'Àfrica oriental fins a les Illes Marqueses, Pitcairn i les Illes Ryukyu.

## Ús comercial
Es comercialitza fresc.